# Leonardo (przedsiębiorstwo)
Leonardo (wcześniej Finmeccanica) – włoskie przedsiębiorstwo przemysłu zbrojeniowego działające w dziedzinach kosmonautyki, obronności i bezpieczeństwa. Przedsiębiorstwo projektuje i rozwija oraz wytwarza produkty, usługi oraz zintegrowane rozwiązania dla rządów, sił zbrojnych i instytucji, obejmujące następujące obszary operacyjne: powietrzny i lądowy, stoczniowy i morski, przestrzeni i cyberprzestrzeni.
Od 15 maja 2014 r. Mauro Moretti pełni funkcję Prezesa Zarządu i Dyrektora Generalnego spółki.
Leonardo, które zatrudnia ponad 47000 pracowników, prowadzi szeroką działalność przemysłową we Włoszech, Wielkiej Brytanii, USA i Polsce oraz posiada oddziały w 15 krajach na pięciu kontynentach.
Od 1 stycznia 2016 r. przedsiębiorstwo Leonardo-Finmeccanica przejęło przez połączenie spółki zależne OTO Melara i Wass, a także przejmuje aktywa spółek zależnych AgustaWestland, Alenia Aermacchi i Selex ES oraz działa jako zbudowane z siedmiu działów produktowych (Śmigłowce, Samoloty, Aerostruktury, Systemy Elektroniki Lotniczej i Kosmicznej, Naziemna i Morska Elektronika Obronna, Systemy Obronne, Systemy Ochrony Informacji), a także za pośrednictwem spółek zależnych oraz spółek joint venture, takich jak DRS Technologies (produkty, usługi i zintegrowane wsparcie dla obrony), Telespazio (usługi satelitarne), Thales Alenia Space (satelity i struktury kosmiczne), MBDA (systemy rakietowe) oraz ATR (samoloty regionalne). W 2016 r. przedsiębiorstwo wdrożyło zmianę firmy z Finmeccanica na Leonardo.
16 maja 2017 roku Rada Dyrektorów wybrała Alessandro Profumo na dyrektora zarządzającego Leonardo S.p.A.